# Celio Malespini
Celio Malespini (Verona, 1531 – 1609) è stato uno scrittore, falsario e avventuriero italiano.

## Biografia
Personaggio poliedrico, fu avventuriero, soldato e segretario di prìncipi, specializzato nella falsificazione di scritti, documenti diplomatici, missive e atti commerciali, tanto da essere considerato una delle prime spie di professione di cui iniziarono a servirsi i governi di tutta Europa.
Ritiratosi a Venezia dopo essere stato al servizio degli spagnoli nelle Fiandre, vi pubblicò il 7 agosto 1580 - ad insaputa dell'autore - un'edizione scorretta e incompleta della Gerusalemme liberata di Torquato Tasso, con il titolo di Goffredo, presso l'editore Domenico Cavalcalupo. È, come scrive Corrado Bologna, «un'edizione dolosa», da cui sono espunti sei canti (i canti XI, XIII, XVII, XVIII, XIX e XX) - per i quali è presentato solo un riassunto in prosa -, «con lacune» in altri due (i canti XV e XVI) e «con fierissime mende tipografiche». Successivamente Malespini pubblicò altre due volte il poema, la prima il 28 giugno 1581 e la seconda nel 1582, entrambe presso Grazioso Percacino. 
È noto anche per essere l'autore delle Ducento novelle, opera di un certo rilievo (sia pure priva di sintesi e chiarezza espositiva) in stile boccaccesco, composta negli anni 1595-1605 e stampata a Venezia nel 1609. È degno di nota il fatto che circa metà delle novelle sono plagiate da vari autori, quali il portoghese Jorge de Montemayor e gli italiani Francesco Cieco da Ferrara e Anton Francesco Doni. In anni relativamente recenti (1944) una selezione delle novelle di Malespini è stata pubblicata nelle edizioni De Carlo.
Tradusse, inoltre,  il Trésor di Brunetto Latini, composto  in lingua d'oïl dallo scrittore fiorentino durante il suo esilio in Francia, e il Jardín de flores curiosas dell'erudito spagnolo Antonio de Torquemada.